# Bofors 37 mm
El Bofors 37 mm fue un cañón antitanque diseñado por la empresa sueca Bofors a inicios de la década de 1930. Fueron producidas copias bajo licencia en varios países y fue utilizado por algunos ejércitos europeos durante la Segunda Guerra Mundial, principalmente a principios de la guerra.

## Desarrollo

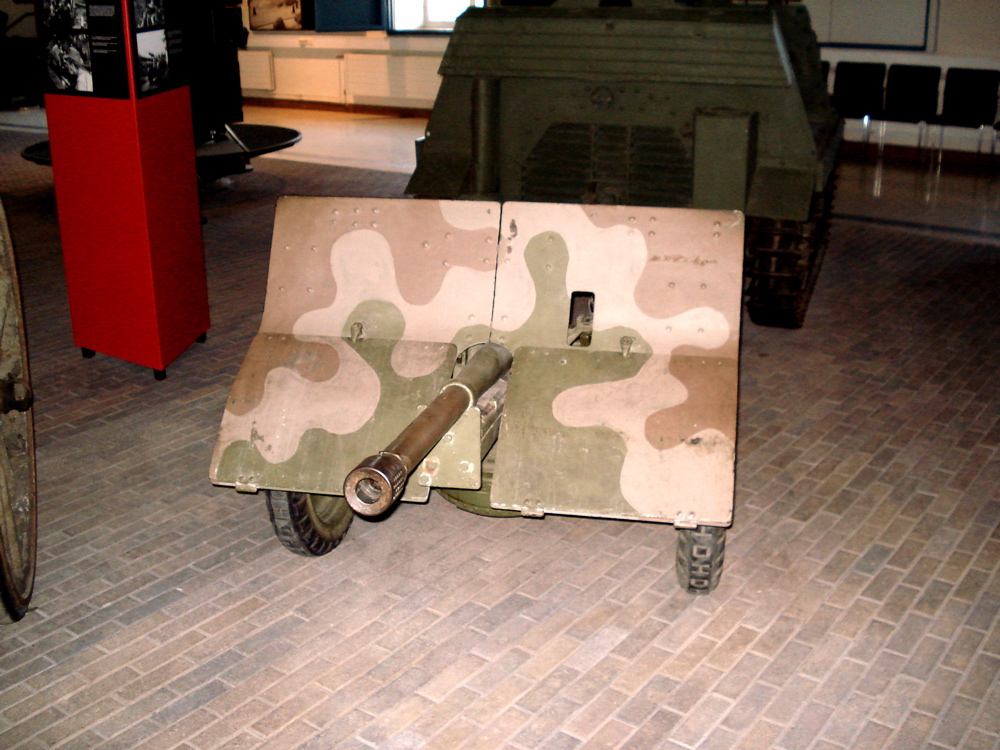
Cañón finlandés Bofors 37 mm.

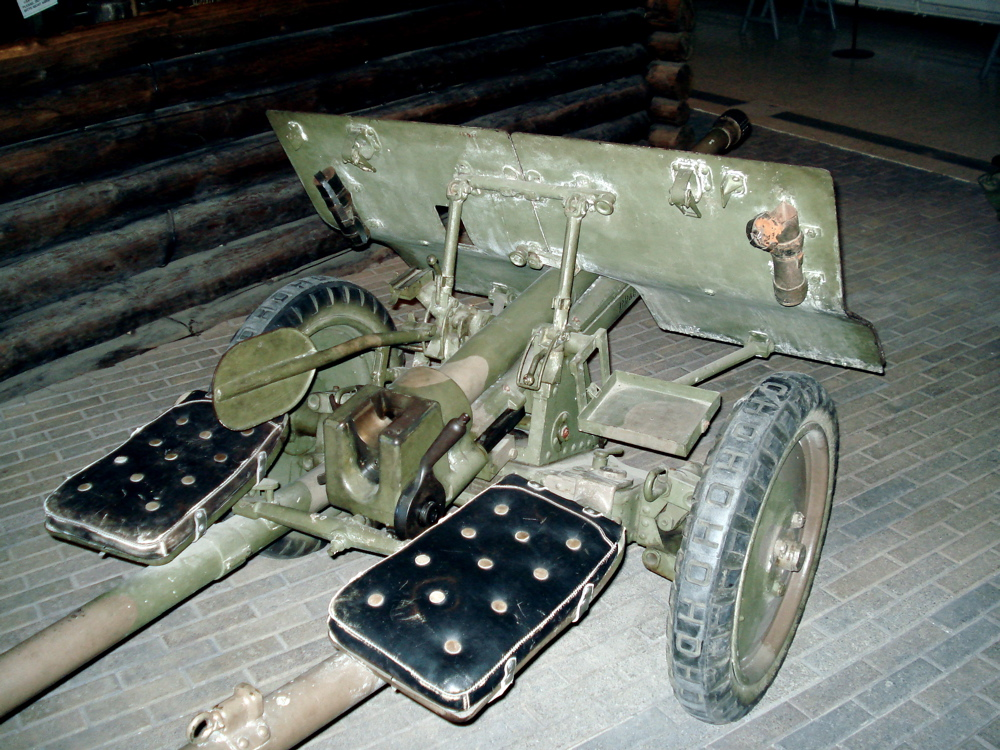
Cañón finlandés Bofors 37 mm.

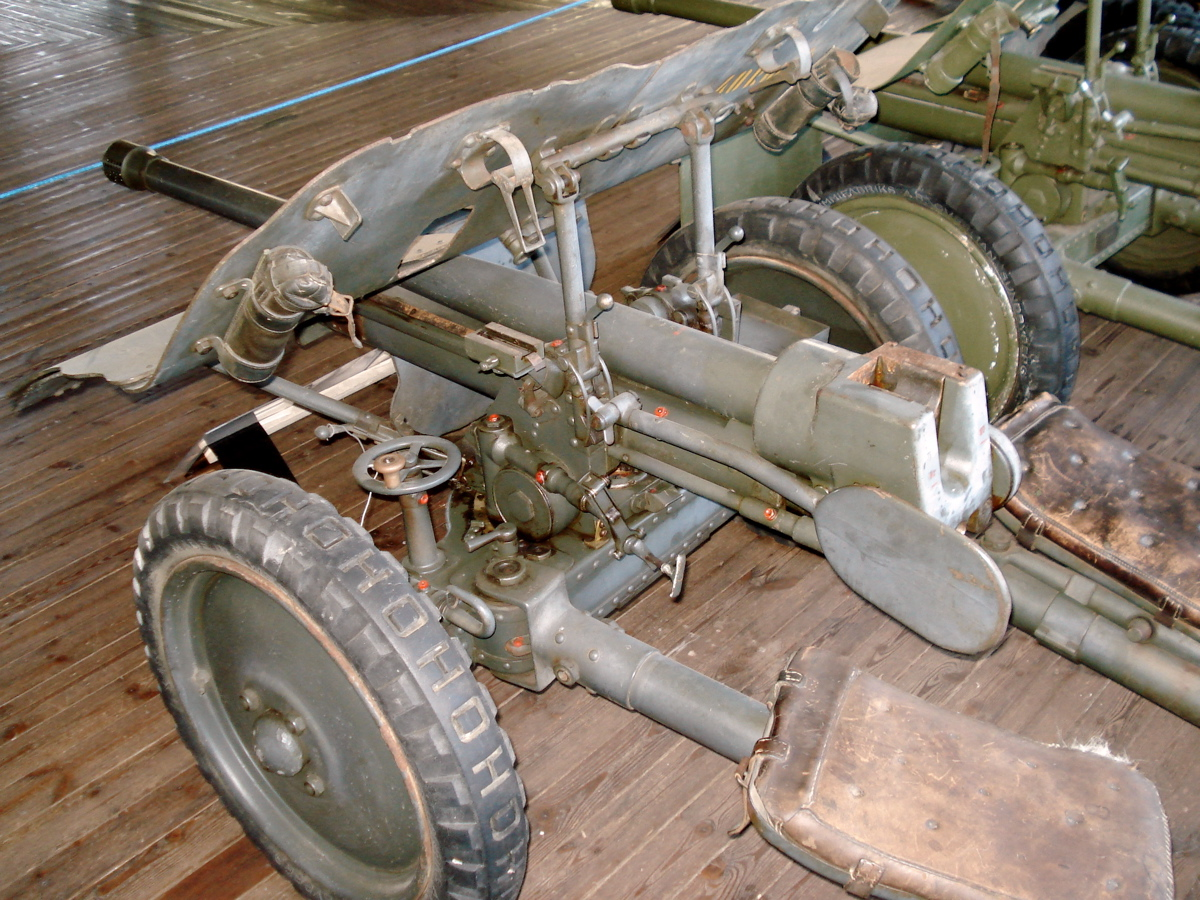
Cañón sueco expuesto en el Museo de Tanques de Parola.

El cañón fue diseñado inicialmente por la firma sueca Bofors, principalmente para exportación. El primer prototipo fue construido en 1932; el proceso de desarrollo continuó hasta 1934. El primer país que compró el cañón fue Holanda (fueron ordenadas 12 cañones en 1935) y le siguieron varios países más. También fue producido bajo licencia en Dinamarca, Finlandia, Países Bajos y Polonia.

## Usuarios
AlemaniaUsaron cañones polacos capturados en 1939 designados 3,7 cm PaK 36(p) y daneses capturados en 1940 como 3,7 cm PaK 157(d).
 DinamarcaUna versión con un cartucho ligeramente más poderoso fue fabricada por el arsenal danés estatal Hærens Vaabenarsenal, como el 37 Mm Fodfolkskanon M1937 . En 1945, unidades danesas regresando a su patria desde Suecia trajeron con ellos algunas unidades del modelo sueco pansarvärnskanon m/38.
 II República EspañolaCañón anticarro wz.36 de 37 mm.; versión de fabricación polaca con licencia de la pieza sueca Bofors, se distingue por el escudo ondulado. 30 piezas adquiridas; usados durante la guerra civil española.
 FinlandiaComo el 37 PstK/36. 114 piezas fueron compradas a Bofors en 1938-39 (algunas fueron devueltas a Suecia en 1940), 42 cañones fabricados en Polonia son recibidos de los alemanes en 1940-41 y 355 fueron producidos por los fabricantes locales Tampella y VTT (Valtion Tykkitehdas - Fábrica Estatal de Artillería) entre 1939-41. Cuando comenzó la Guerra de Invierno en noviembre de 1939, el ejército finlandés contaba con 98 cañones de este tipo, permaneciendo en su inventario hasta 1986.
 Países BajosSe encargaron 12 cañones a Bofors en 1935; también existía una versión producida localmente.
 PoloniaConocido como armatka 37 mm wz. 36, 300 piezas fueron compradas en Suecia y centenares más fueron fabricados por la SMPzA (Stowarzyszenie Mechaników Polski z Ameryki) en Pruszków, siendo exportados algunos. Cuando comenzó la Segunda Guerra Mundial, el ejército polaco tenía en su parque 1 200 cañones. Una variante para tanque, denominada wz.37, fue montada en varios tanques 7TP, 9TP (prototipos) y 10TP . 111 de ellos fueron fabricados antes de la guerra.
 Reino UnidoFueron encargados varios cañones suecos m/34 por el Sudán Anglo-Egipcio, siendo adoptados como Ordnance QF 37 mm Mk I.
 RumaniaSe compraron 556 cañones (ex wz.36 polacos) a Alemania.
 SueciaAdoptado en 1937 como 37 mm infanterikanon m/34 (modelo de infantería 1934). Versiones modernizadas fueron adoptadas en 1938 como el 37 mm pansarvärnskanon m/38 (modelo antitanque 1938) y 37 mm pansarvärnskanon m/38 F. El último fue producido también en una variante de cañón para tanque - 37 mm Kanon m/38 stridsvagn y fue adaptado a los modelos Landsverk de tanques ligeros Stridsvagn m/38, 39 y 40 y al Strv m/41, una versión sueca del carro ligero checo TNH.
 Turquía
 Unión SoviéticaVarias docenas de cañones polacos cayeron en manos soviéticas. A finales de 1941 estos cañones fueron entregados a unidades del Ejército Rojo para compensar la falta de armas antitanque.
 Yugoslavia

## Empleo
El cañón Bofors 37 mm participó por primera vez en combate durante la guerra civil española, donde fácilmente pudo penetrar el blindaje de los tanques ligeros contemporáneos.
Los cañones polacos fueron activamente utilizados durante la invasión alemana en 1939. Por ejemplo, la Brigada Volinia equipada con los cañones antitanque Bofors 37 mm vencieron a las Divisiones Panzer alemanas en una de las primeras batallas de la invasión; la Batalla de Mokra. En ese momento, las fuerzas blindadas del Heer consistían principalmente en tanques ligeros Panzer I y Panzer II que eran vulnerables a las piezas Bofors. Los primeros modelos de los Panzer III y Panzer IV también podían ser penetrados a una distancia de 500 m. Después de que Polonia fue ocupada, la mayor parte de los cañones cayeron en manos soviéticas y alemanas.
Durante la Guerra de Invierno, los cañones finlandeses fueron utilizados exitosamente en contra de tanques soviéticos como los modelos T-26, T-28, T-35 y BT. Sin embargo, en la Guerra de Continuación el cañón fue inefectivo en contra de los T-34 y KV y fue relegado al apoyo de infantería.
El cañón fue utilizado para equipar al Ejército Británico en África del Norte, donde suplieron la falta de cañones antitanque después de la Caída de Francia.

## Sumario
Cuando fue introducido, el cañón antitanque Bofors 37 mm era un arma efectiva, que podía lidiar con tanques contemporáneos. Su desempeño, peso ligero y alta cadencia de fuego lo convirtió en un cañón antitanque popular en la Europa de pre-guerra. Sin embargo, la temprana introducción de tanques con mejor blindaje en la Segunda Guerra Mundial, hizo al cañón obsoleto (así como a otros cañones con desempeños similares, como el PaK 36 3,7 cm alemán y el estadounidense M3).

## Características de la munición

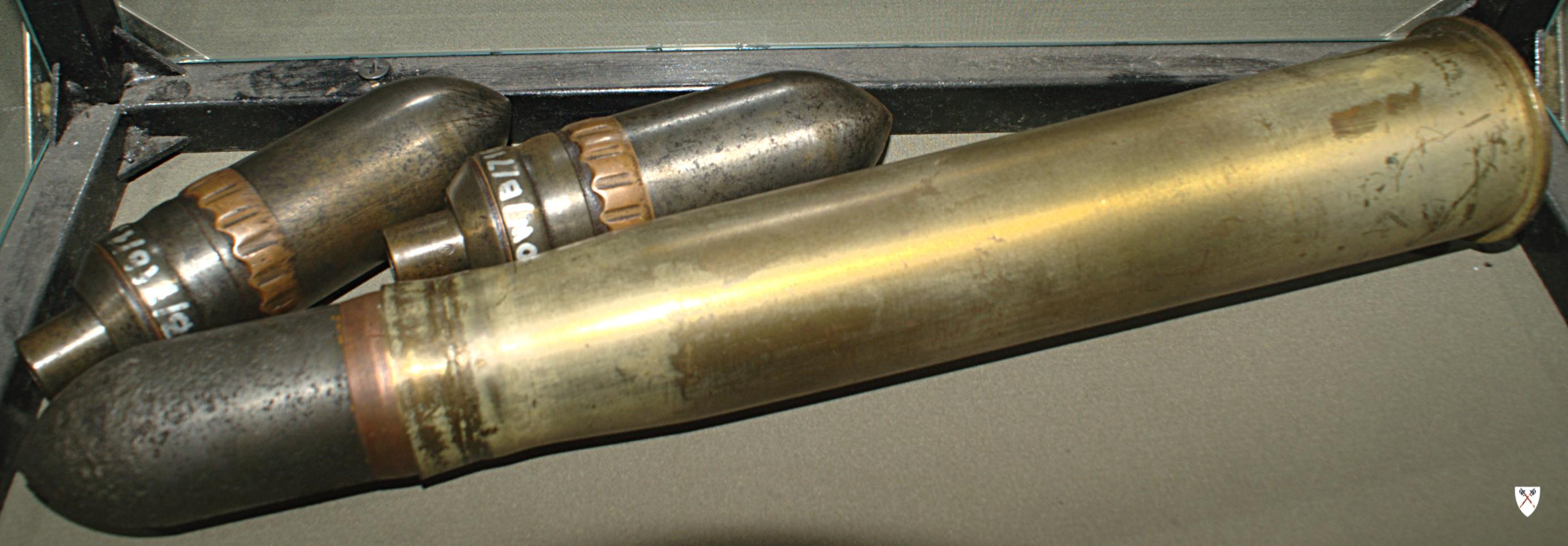
Un proyectil del Bofors 37 mm.

- Munición: AP con trazador, HE, FB incendiario.
- Peso del proyectil (AP): 0,7 kg
- Penetración (munición AP, ángulo de 60 grados):
  - 273 m: 40 mm
  - 415 m: 33 mm
  - 546 m: 30 mm
  - 820 m: 20 mm
  - 1 090 m: 15 mm